# Salam Shakir
Salam Shakir (en arabe : سلام شاكر) est un footballeur irakien né le 31 juillet 1986, qui joue au poste de défenseur avec l'équipe d'Irak et le club qatari d'Al-Khor. Il est international irakien.

## Statistiques

### En club
| Saison      | Club     | Pays  | Championnat          | Championnat | Championnat |
| Saison      | Club     | Pays  | Division             | Matchs      | Buts        |
| ----------- | -------- | ----- | -------------------- | ----------- | ----------- |
| 2007 - 2008 | Arbil SC | Irak  | Iraqi Premier League | 17          | 2           |
| 2008-2009   | Al-Khor  | Qatar | Qatar Stars League   | 25          | 3           |
| 2009-2010   | Al-Khor  | Qatar | Qatar Stars League   | 16          | 1           |
| 2010-2011   | Al-Khor  | Qatar | Qatar Stars League   |             |             |

## Palmarès

### En club
- Avec Arbil SC :
  - Champion d'Irak en 2007 et 2008.